# Alonso Martínez de Leiva

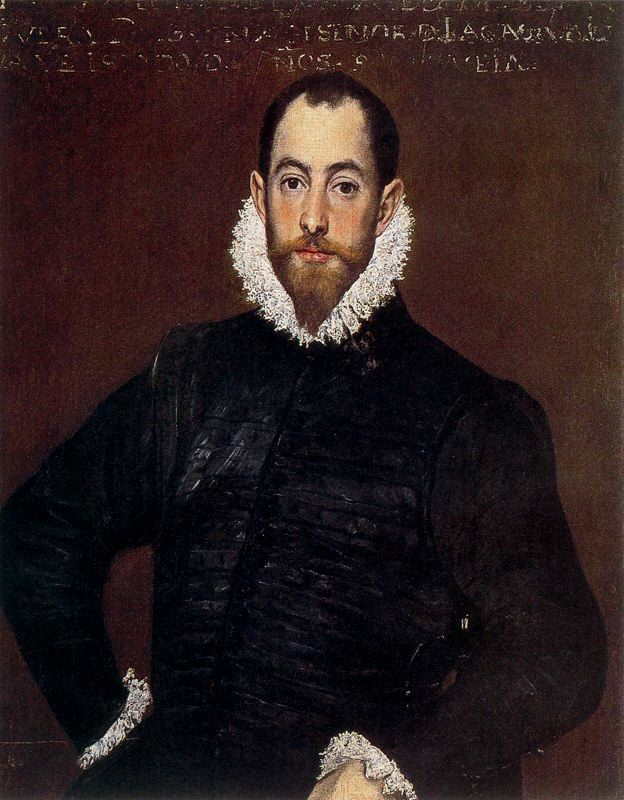
El Greco, Retrato de un hombre de la casa de Leiva, Museo de Bellas Artes de Montreal.

Alonso Martínez de Leiva de Rioja, o Leyva (c. 1544, 28 de octubre de 1588, cerca de Lacada Point, condado de Antrim, Úlster) fue un noble español del siglo XVI y caballero de la Orden de Santiago. Distinguido marinero y uno de los comandantes de la Armada Invencible, fue capitán general de las galeras de Sicilia, capitán general de la Caballería de Milán. Tras muchas peripecias y cambios de navíos naufragó durante la vuelta de la expedición de la Armada Invencible. Miguel de Cervantes lo ensalzó en el poema encomiástico conocido como el "Canto de Calíope" dentro de La Galatea (1585).

## Biografía
Hijo de Sancho Martínez de Leiva y Ladrón de Guevara, y de Leonor de Mendoza. Tanto Alonso Martínez de Leiva como su padre don Sancho y su madre doña Leonor tienen conexiones con el círculo intelectual de Miguel de Cervantes en la década de 1580. Dentro de este círculo intelectual de los años 1580, la figura central es Diego Hurtado de Mendoza, cuya máscara pastoril en La Galatea es Meliso. El ingenio cuyas exequias fúnebres dan pie al encomio de Calíope en el libro VI de la La Galatea es el ya fallecido Diego Hurtado de Mendoza. Alonso Martínez de Leiva y Diego Hurtado de Mendoza participaron en la Guerras de Granada. 
Sancho de Leiva, el padre de Alonso Martínez de Leiva, también surge en las obras de Cervantes. Sancho de Leiva es mencionado en Los trabajos de Persiles y Segismunda, "en el Persiles dijo: «Las galeras -respondió el cautivo- eran de Don Sancho de Leiva» (militar madrileño Sancho Martínez de Leiva, Conde de Baños). Su hijo y émulo el famoso militar y poeta hispano-napolitano Alonso de Leiva (?-1588) fue inmortalizado en el «Canto de Calíope»". Don Sancho de Leiva también mencionado en el capítulo IV del Viaje del Parnaso, fue capitán de la flotilla que incluyó la galera Sol, comandada y defendida hasta la muerte por el capitán Gaspar Pedro de Villena, en la cual habían zarpado de Nápoles Cervantes y su hermano Rodrigo, "se sospecha que" en 1575 .
A Alonso Martínez de Leiva, también lo elogiaron varios de los ingenios del Canto de Calíope. Por ejemplo, lo elogia Juan Rufo en La Austríada, canto VII, Madrid, 1584 (en Bibl. Aut. Esp. XXIX, p. 38b) y lo llama “el joven don Alonso” (Avalle Arce, La Galatea 190). Asimismo lo alabó Vicente Espinel (1551-1624), en La Casa de la Memoria, obra inserta en las Diversas rimas (Madrid, 1591; folios 32 y siguientes), donde se dice: ‘El ánimo gentil, el duce llanto, / El blando estilo, con que enternecido / Don Alonso de Leyva quando canta / A Venus enamora, á Marte espanta.' (Fitzmaurice Kelly 254; Shevill y Bonilla 297-300). Cristóbal de Mesa  (1559-1633) también lo elogia en su poema épico Restauración de España (Madrid, 1607; fol. 173). Diego Hurtado de Mendoza menciona a Antonio Leiva en su Guerra de Granada. 
Su obra lírica es desconocida. 